# 이성량

이성량(李成梁, 1526년 ~ 1615년)은 자는 여계(汝契)로, 요동(遼東) 총병관(總兵官)으로 요동 일대를 통괄하고 여진족을 다스린 명나라 후기의 무관이다. 조상이 고려인이다.

## 생애
기록에 의하면, 이성량의 본관은 성주(星州)이며, 직계 조상은 경상도 성주 출신으로 고려의 원종(元宗)때의 관료이자 학자였던 이조년(李兆年, 1269 ~ 1343)의 친형이자 고려 전객부령 이천년(李千年)의 6대손이라고 전한다. 이천년의 아들이자 이성량의 5대조 이승경(李承慶, 1290 ~ 1360)은 원나라에서 요양성참정(遼陽省參政) 등의 벼슬을 지냈고 고려에서는 문하시랑 평장사에 이르렀다. 이승경의 아들 이영(李英)은 고려인으로 중국에 정착하게 되었다. 이후 고려인끼리 세습 결혼하였고, 이영의 4대손이 바로 이성량이다.
이성량은 요동 철령위(鐵嶺衛, 오늘날 랴오닝성 톄링)의 지휘첨사(指揮僉事) 관직을 대대로 세습하고 있었지만, 융경 4년(1570년)에 요동총병관(遼東總兵官)이 되어, 당시 침입이 격렬했던 여진족 방어를 담당하였다. 이성량은 요동의 인삼과 모피 교역을 장악하여 부를 축적하는 한편, 사적으로 모병한 군대와 함께 투항한 여진인, 조선인, 몽골인 가운데 선발한 정예병을 선발, 명 조정의 지시 없이 직속으로 거느리는 일종의 사병 부대를 조직하였다. 건주여진(建州女眞)과 해서여진(海西女眞) 등에 나뉘어 있던 여진족이 명과의 교역권을 둘러싸고 싸우고 있는 것에 개입해 내부 분열을 도모하였다. 이로 인해 이성량은 요동의 안정에 큰 공적을 올렸다. 이 시기 이성량의 후원을 얻어 세력 확대에 성공한 것이 후의 청태조(淸太祖) 누르하치(Nurhaci, 努爾哈赤)이다.
오랜 세월에 걸쳐 요동을 통괄해 지방의 실력자로서 할거한 이성량은, 한편으로 군비의 유용 등 독직이나 전단이 많아, 만력 19년(1591년)에 탄핵되어 실직되었다. 잠시 복직했지만 만력(萬曆) 36년(1608년)에 파면되었다.

## 누르하치와의 관계
만력 11년(1583) 음2월, 이성량은 왕고(王杲)의 아들 아타이(Atai, 阿台)를 공격하였다. 왕고의 손녀 사위이자 누르하치의 할아버지 기오창가(Giocangga, 覺昌安)와 아버지 탁시(Taksi, 塔克世)는 이 전투에서 사망하였다. 기오창가와 탁시는 왕고의 일계였지만 이땐 이미 이성량에게 귀부한 상태였다. 그런데도 이성량과 니칸 와일란(Nikan Wailan, 尼堪外蘭)이 고의로 기오창가 부자를 죽게 하였다. 일부에서는 오인 사살되었다고 전한다. 어쨌든 이에 대해 누르하치는 매우 한탄해 하며 "우리 할아버지와 아버지는 무슨 이유로 해를 입었는가? 너희는 곧 우리의 불구대천지원수이다! 너는 더 할 말이 있는가?(我祖·父何故被害? 汝等乃我不共戴天之讐也, 汝何辭)"라고 하였다. 이성량은 일이 틀어진 것을 알고 탁시의 땅과 사람, 말을 누르하치에게 보냈고 그에게 도독(都督) 지휘직함을 주어 보상하였다. 후에 누르하치는 여진 부락을 통일하고 후금(後金)을 세운 후에, 아버지와 할아버지의 원수를 갚는다는 것을 명분으로 명(明)을 배신한다는 '칠대한(七大恨)'의 하나로 삼았다.
이성량은 만년에 누르하치와 함께 매우 밀접하게 왕래하였으며, 한 차례 누르하치의 병사를 빌어 조선(朝鮮)을 점하고 자립하겠다는 야심을 보이기도 했다. 변방 업무에 있어 항상 말하길, 누르하치가 충심을 보이기만 한다면 '추천하고 보증을 서서 관직을 지급(保奏給官)'하게 하거나, 심지어는 '땅을 버리고 유인(棄地以餌之)'하게 하였으며, 이로 인해 송일한(宋一韓)과 웅정필(熊廷弼) 등에게 탄핵당하였다. 건주여진이 요동에서 굴기할 수 있었고 심지어 청(淸)이 수립될 수 있었던 것도 이성량의 비호 그리고 배신과도 관련이 있으며, 청병이 입관(入關)하는 것에 있어서도 복선이 되었다. 간접적으로는 이후 명조가 중원의 농민군을 진압할 방법이 없게 하였고, 이로 인해 명조가 멸망에 있어 일정한 책임이 있다고 본다.

## 조상
한군(漢軍) 정황기(正黃旗) 출신으로 산동순무(山東巡撫)를 역임한 10세(世) 이수덕(李樹德, 1670~?)이 강희(康熙) 임인년(壬寅年, 1722) 중수한 『이씨보계(李氏譜系)』에 의하면, 철령이씨(鐵嶺李氏)는 원래 당(唐) 말기에 압록강(鴨綠江)을 건너 철령에 왔다고 전한다. 조선에서는 이 일파가 성주이씨(星州李氏)에서 나왔으며, 14세기 말 시조 이응니(李膺尼)가 가솔을 이끌고 조선에서 철령으로 이사하였고, 후에 명의 위소(衛所)에 편입되어 관직에 나갔다고 전한다.
족보는 철령위지휘첨사(鐵嶺衛指揮僉事) 이영(李英)을 1세로 하고, 그 위에 이철근수(李哲根穗), 이화산(李和山), 이하패노(李厦霸努), 이파도리(李把圖理), 이응니(李膺尼) 다섯 선조가 있다고 전한다. 다만 '정혁(명청교체)으로 인하여 비문 기록이 파손되어 보계는 흩어졌으니, 이로 인해 다섯 분의 조상이 고증할 도리가 없어 감히 망령되이 주석을 달지 못한다(因鼎革, 碑記殘毁, 譜系散失, 是以五位之世次無考, 未敢妄注也)'고 전하고 있다.
2세 이문빈(李文彬), 3세 이춘영(李春英) 혹은 이춘미(李春美), 4세 이경(李涇)은 모두 철령위지휘첨사를 세습하였다. 이경은 아들 4명이 있었는데, 이중 장남이 바로 이성량이었다고 전한다. 이씨는 3대 춘(春)자 돌림에서 다섯 명이 다섯개의 방(房)으로 나뉘었으며, 이성량 일계가 노장방(老長房), 이하는 차례대로 노이방(老二房), 노삼방(老三房), 노사방(老四房), 노오방(老五房)이라 하였다.

## 같이 보기
- 누르하치
- 이여송
- 이여매